# Kafétien Gomis
Pour les articles homonymes, voir Gomis.
Kafétien Gomis (né le 23 mars 1980 à Saint-Quentin) est un athlète français spécialiste du saut en longueur.

## Biographie
Kafétien Gomis est français et de parents originaires de la Casamance, au Sénégal. Il défend les couleurs de l'ASPTT Lille Métropole et est entraîné par Renaud Longuèvre. 
En 2003, il participe à sa première compétition internationale à l'occasion de l'Universiade d'été de Daegu, ou autrement dit « les championnats du monde universitaires », à laquelle il décroche une 9e place avec 7,74 m. 
Le 18 juillet 2004, en finale des championnats de France à Sotteville-lès-Rouen, Kafétien Gomis dépasse pour la première fois la barrière des 8 mètres, avec un bond à 8,21 m (+ 0,6 m/s). 2e du concours, il décroche sa qualification pour ses premiers Jeux olympiques à Athènes. Aux Jeux, le 24 août, le Français ne parvient pas à se qualifier pour la finale, malgré un saut à 7,99 m (+ 1,2 m/s), le second meilleur de sa carrière. 
Le 22 juillet 2006, à nouveau aux championnats de France, Gomis repasse pour la seconde fois de sa carrière au-delà des 8 mètres avec 8,03 (+ 1,4 m/s), décrochant à nouveau à la dernière occasion son billet pour les championnats d'Europe de Göteborg, sa deuxième grande compétition internationale. En Suède, il parvient à atteindre la finale avec 7,94 m en qualifications, à laquelle il termine à une honorable 5e place avec 7,93 m (+ 2,3 m/s). 
En 2007, Kafétien Gomis devient pour la première fois champion de France en salle, avec 8,09 m (record personnel), puis termine au pied du podium des championnats d'Europe en salle de Birmingham avec 7,93 m. En 2008, malgré quatre compétitions avec une performance au-delà des 8 mètres (la meilleure à 8,08 m), le Picard n'est pas sélectionné pour les Jeux olympiques de Pékin.
Le 8 mars 2009, lors des championnats d'Europe en salle de Turin, Gomis échoue à nouveau au pied du podiumoù il établit sa meilleure performance en salle avec 8,12 m, à six centimètres du Polonais Marcin Starzak, médaillé de bronze. En août, il est sélectionné pour la première fois pour représenter la France aux championnats du monde de Berlin. Dans la capitale allemande, le Français ne passe pas le stade des qualifications, ne terminant que 10e de son groupe de qualifications avec 7,90 m (+ 0,2 m/s).
Le 27 février 2010, il se classe 2e des championnats de France en salle avec 8,21 m, nouveau record personnel. Qualifié pour les championnats du monde en salle de Doha, le 12 mars, il échoue à entrer en finale, ne réalisant que 7,84 m. En juin, il termine 2e des championnats d'Europe par équipes de Bergen derrière le Russe Pavel Shalin.  
Le 1er août 2010, Kafétien Gomis connaît enfin la récompense de ses efforts en remportant la médaille d'argent des championnats d'Europe de Barcelone. Auteur de 8,24 m à sa sixième et dernière tentative, après avoir mordu les quatre essais précédents, il porte son record personnel de trois centimètres établit en 2004, et monte sur le podium avec l'Allemand Christian Reif, titré avec 8,47 m, et le Britannique Christopher Tomlinson, 3e avec 8,20 m. 
L'année suivante, c'est en salle que Gomis remporte une médaille internationale. Le 5 mars, il décroche la médaille d'argent des championnats d'Europe en salle de Paris avec 8,03 m, sa meilleure performance personnelle de la saison, derrière l'Allemand Sebastian Bayer, le tenant du titre,.  
En 2012, aux championnats d'Europe d'Helsinki, il ne peut réitérer sa performance de Barcelone et termine à la 9e place de la finale avec un meilleur bond mesuré à 7,88 m. N'ayant pas réalisé les minimas, il n'est pas sélectionné pour représenter la France aux Jeux olympiques de Londres et aux championnats du monde 2013 de Moscou.  
En 2014, Kafétien Gomis saute 8,19 m (+ 1,9 m/s) à Pierre-Bénite le 13 juin, sa seule véritable performance de l'été. Néanmoins, il participe aux championnats d'Europe de Zürich et, le 17 août, il parvient en finale à décrocher la médaille de bronze, à 34 ans, grâce à un saut à 8,14 m (+ 1,5 m/s). Sur le podium, il est devancé par le Britannique champion olympique en titre Greg Rutherford (8,29 m) et le Grec Loúis Tsátoumas (8,15 m),. 
Le 22 février 2015, lors des championnats de France en salle, Kafétien Gomis établit la meilleure performance mondiale de l'année dans sa discipline, avec un saut mesuré à 8,18 m. Néanmoins, lors des championnats d'Europe en salle de Prague dix jours plus tard, le Français échoue à se qualifier pour la finale, terminant à la 14e place des qualifications avec un meilleur essai à 7,65 m. Le 20 juin, il participe aux championnats d'Europe par équipes 2015 à Tcheboksary et termine à la 2e place du concours avec un saut mesuré à 8,26 m réalisé à sa quatrième tentative (+ 0,4 m/s), battant ainsi son record personnel de deux centimètres. Il est battu aux essais par le champion du monde Aleksandr Menkov. Par la suite vice-champion de France avec 8,13 m, Gomis se rend aux championnats du monde de Pékin où il réalise en qualifications un saut à 8,09 m, lui permettant d'accéder à 35 ans à sa première finale mondiale. Le lendemain, le 25 août, il termine à la 7e place avec 8,02 m (+ 0,1 m). 
Le 28 février 2016, lors des championnats de France en salle, Kafétien Gomis améliore son record personnel en salle réalisé 6 ans auparavant en sautant à 8,23 m. Il réalise la quatrième meilleure performance mondiale de l'année, et obtient sa qualifications pour les championnats du monde en salle de Portland et les Jeux olympiques de Rio Rio de Janeiro. Le 20 mars, Gomis se classe 9e des championnats du monde en salle de Portland avec un saut à 7,88 m. Le 7 juillet, pour sa cinquième finale européenne consécutive, le Français termine à la 7e place des championnats d'Europe d'Amsterdam avec 7,84 m.
En août 2016, Kafétien Gomis participe à ses deuxièmes Jeux olympiques, à Rio de Janeiro : avec 7,89 m en qualifications (- 0,1 m/s), il réussit à 36 ans à se qualifier pour sa première finale olympique. Il terminera le lendemain à la 8e place avec 8,05 m (0,0 m/s), sa meilleure performance de la saison.
En 2017, il termine 2e des championnats de France de Marseille avec 8,17 m (+ 2,3 m/s). N'ayant pas réalisé le niveau de performance requis pour les championnats du monde de Londres, il n'est pas sélectionné pour l'échéance.
Le 8 juillet 2018, l'homme du sixième essai remporte à 38 ans un nouveau titre national, s'imposant aux championnats de France d'Albi avec un dernier bond à 8,13 m (+ 0,8 m/s), réalisant ainsi son meilleur saut depuis 2015 et s'emparant des minimas pour les championnats d'Europe 2018 de Berlin. Lors des championnats d'Europe, en qualifications, Gomis avec un saut de seulement 7,75 m, parvient cependant à se qualifier pour la finale, sa performance étant la onzième meilleure des qualifications. Il termine 9e de la finale avec 7,84 m.
Il fait l'impasse sur la saison 2019 en raison d'une chondropathie au genou gauche.
Le 18 avril 2020 son frère Gustave Gomis bien connu sous le surnom de Gus dans sa ville de Saint-Quentin pour ses participations multiples à l'émission Intervilles meurt brutalement d'un arrêt cardiaque à l'âge de 48 ans.

## Palmarès

### International
| Date | Compétition                       | Lieu           | Résultat | Marque |
| ---- | --------------------------------- | -------------- | -------- | ------ |
| 2003 | Universiade                       | Daegu          | 9e       | 7,76 m |
| 2005 | Universiade                       | Izmir          | 8e       | 7,47 m |
| 2006 | Championnats d'Europe             | Göteborg       | 5e       | 7,93 m |
| 2007 | Championnats d'Europe en salle    | Birmingham     | 4e       | 7,93 m |
| 2009 | Championnats d'Europe en salle    | Turin          | 4e       | 8,12 m |
| 2009 | Jeux méditerranéens               | Pescara        | 4e       | 7,96 m |
| 2010 | Championnats d'Europe par équipes | Bergen         | 2e       | 8,09 m |
| 2010 | Championnats d'Europe             | Barcelone      | 2e       | 8,24 m |
| 2010 | Coupe continentale                | Split          | 2e       | 8,10 m |
| 2011 | Championnats d'Europe en salle    | Paris          | 2e       | 8,03 m |
| 2011 | Championnats d'Europe par équipes | Stockholm      | 6e       | 7,91 m |
| 2012 | Championnats d'Europe             | Helsinki       | 9e       | 7,88 m |
| 2013 | Jeux de la Francophonie           | Nice           | 2e       | 7,81 m |
| 2014 | Championnats d'Europe             | Zurich         | 3e       | 8,14 m |
| 2014 | Coupe continentale                | Marrakech      | 8e       | 7,68 m |
| 2015 | Championnats d'Europe par équipes | Tcheboksary    | 2e       | 8,26 m |
| 2015 | Championnats du monde             | Pékin          | 7e       | 8,02 m |
| 2016 | Championnats du monde en salle    | Portland       | 9e       | 7,88 m |
| 2016 | Championnats d'Europe             | Amsterdam      | 7e       | 7,84 m |
| 2016 | Jeux olympiques                   | Rio de Janeiro | 8e       | 8,05 m |
| 2017 | Championnats d'Europe par équipes | Lille          | 6e       | 7,70 m |
| 2018 | Championnats d'Europe             | Berlin         | 9e       | 7,84 m |

### National
- Championnats de France
  - Vainqueur du saut en longueur en 2007, 2011, 2015 et 2018
- Championnats de France en salle
  - Vainqueur du saut en longueur en 2007, 2008, 2009, 2014, 2015, 2016 et 2017

## Records
| Épreuve          | Épreuve   | Marque | Lieu        | Date            |
| ---------------- | --------- | ------ | ----------- | --------------- |
| Saut en longueur | Plein air | 8,26 m | Tcheboksary | 20 juin 2015    |
| Saut en longueur | En salle  | 8,23 m | Aubière     | 28 février 2016 |